# Juan Martín (guitarrista)
Juan Cristóbal Martín (n. 1948) es un guitarrista flamenco español y autor de métodos pedagógicos de guitarra flamenca.

## Carrera
Martín empezó a tocar la guitarra a la edad de 6 años. A sus veinte años se mudó a Madrid para estudiar guitarra con Niño Ricardo y Paco de Lucía. Tocó en varios clubes en Málaga, Sevilla y Granada. Pronto se mudó a Londres, ciudad donde ha desarrollado la mayor parte de su carrera. Una de sus primeras grabaciones se titula Picasso Portraits (1981)  basada en la música que tocó en la celebración del nonagésimo  cumpleaños de Picasso. Cada sección es una descripción de una pintura hecha por Pablo Picasso. Aunque no fue lanzada hasta los años noventa, grabó una canción junto con  Rory Gallagher en 1984 para el álbum, Wheels Within Wheels. También en 1984 su canción  "Love Theme from The Thorn Birds" alcanzó el puesto número 10 en el listado de sencillos de Reino Unido.
Grabó con Herbie Hancock en 1987 y tocó en escena con Miles Davis.
Juan Martín es autor de dos métodos de guitarra flamenca, 'El Arte Flamenco De La Guitarra' y 'Solos Flamencos' Publicado con CDs y DVD. Ambos métodos han sido publicados en inglés y en Español y son muy exitosos en el mundo Anglohablante. 
Ahora divide su tiempo entre Londres y Málaga.
Martín fue votado como uno de los mejores tres guitarristas del mundo en la revista, Guitar Player. Tiene una esposa inglesa llamada Helen. Tienen un negocio familiar llamado Flamencovision.

## Discografía
- Picasso Portraits (1981)
- Painter in Sound (1986)
- Through The Moving Window (1990)
- Painter in Sound (1990)
- Musica Alhambra (1996)
- Music Alhambra (1998)
- Luna Negra (1998)
- Arte Flamenco Puro
- The Andalucian Suites I-IV (1998)
- Camino Latino (2002)
- Live En Directo (2005)
- El Alquimista (The Alchemist) (2005)

Juan Martín y Antonio Aparecida
- Riquezas (2002)

DVD
- "Guitar Nights: The Four Martins" (2003)

Martin Taylor, Martin Simpson, Juan Martin, Martin Carthy